# Kümmersreuth
Kümmersreuth ist ein Gemeindeteil der oberfränkischen Stadt Bad Staffelstein im Landkreis Lichtenfels.

## Geographie
Das Straßendorf Kümmersreuth liegt in etwa zehn Kilometer Entfernung südöstlich von Bad Staffelstein auf den Höhen des Fränkischen Juras. Die Staatsstraße 2204 von Bad Staffelstein nach Wattendorf führt durch Kümmersreuth. Bei dem Ort befindet sich der Burgstall Schlossberg, eine abgegangene mittelalterliche Burganlage.

## Geschichte
Im Jahr 1971 wurden Hügelgräber in der Nähe des Ortes gefunden. Auf eine mittelalterliche Ansiedlung weisen Spuren einer Burganlage hin.
Die erste urkundliche Erwähnung war im Jahr 1230, als der Bamberger Bischof Ekbert dem Kloster Langheim Besitz „in Kunemundesrut“ weitergab, auf den der Graf von Beichlingen und sein Vasall Heinrich von Sonneberg verzichtet hatten.
Nach dem Kloster Langheimer Urbar von 1731 gehörte Kümmersreuth mit „allen Zu- und Eingehörungen“ dem Kloster. 1801 war das bambergische Amt Scheßlitz zuständig. Um 1833 hatte der Ort 20 Häuser und 124 Einwohner. Kümmersreuth gehörte zusammen mit den Orten End und Kaider zur Ruralgemeinde Schwabthal, als es 1862 in das neu geschaffene bayerische Bezirksamt Staffelstein eingegliedert wurde.
1871 hatte das Dorf Kümmersreuth 148 Einwohner und 64 Gebäude. Die katholische Schule und die Kirche befanden sich im 2,5 Kilometer entfernten Wattendorf, das zum Bezirksamt Bamberg gehörte. 1900 umfasste die Landgemeinde Schwabthal eine Fläche von 1141,90 Hektar, hatte 365 Einwohner, von denen alle katholisch waren, und 73 Wohngebäude. 155 Personen lebten in Kümmersreuth in 28 Wohngebäuden. 1907 wurde ein Schulhaus gebaut. 1925 lebten in dem Ort 165 Personen in 29 Wohngebäuden, 1950 waren es 194 Einwohner und 29 Wohngebäude, die zuständige evangelische Pfarrei befand sich in Staffelstein. Im Jahr 1970 zählte das Dorf 160 Einwohner.
Am 1. Juli 1972 wurde der Landkreis Staffelstein aufgelöst und Kümmersreuth in den Landkreis Lichtenfels eingegliedert. Am 1. Januar 1978 folgte die Eingemeindung nach Staffelstein. Im Jahr 1987 war Kümmersreuth ein Kirchdorf mit 139 Einwohnern sowie 37 Wohngebäuden mit 47 Wohnungen.

## Sehenswürdigkeiten
Die katholische Filialkirche Maria Rosenkranzkönigin gehört zur Pfarrei Wattendorf und wurde von 1946 bis 1948 nach Plänen des Bamberger Architekten Wilhelm Zimmer anstelle einer Kapelle von 1854 errichtet. Der rechteckige Saalbau hat eine gefelderte Flachdecke und einen eingezogenen Chor. An der Fassade ist Hausteinquadermauerwerk sichtbar. Das östlich abgewalmte Satteldach ist wie der westlich sitzende Dachreiter mit seiner Zwiebelhaube verschiefert. Die Altarblätter und Kreuzwegstationen stammen von dem Künstler Paul Plontke.